# Life Technologies
Life Technologies (NASDAQ: LIFE) é uma empresa de biotecnologia estadunidense, sediada em Carlsbad, Califórnia.